# Abdulnaser Slil
Abdulnaser Slil (Tripoli, 2 settembre 1981) è un ex calciatore libico, di ruolo centrocampista.

## Carriera

### Club
Ha giocato fino al 2014 all'Al-Ittihad Tripoli.

### Nazionale
Ha debuttato in Nazionale nel 2001. Ha partecipato, con la Nazionale, alla Coppa d'Africa 2006. Ha collezionato in totale, con la maglia della Nazionale, 17 presenze.